# 코부시 아비루
코부시 아비루(小節あびるこぶし あびる)는 일본의 만화 및 애니메이션 《안녕, 절망선생》의 등장 인물이다. 작품 내 히로인이다. 이름은 "몰매를 맞다(拳 浴びる 코부시 아비루[*])"의 일본어 발음에서 따왔다.

## 외관
- 평소에는 학생이라, 교복을 입고다닌다. 키가 크고 스타일이 좋아 웬만한 사복은 대부분 소화해내며, 꼬리모양 악세사리를 달고다닐 때가 많다.
- 헤어스타일은 땋은 머리.
- 키는 164.2cm로 반에서 2학년 헤반에서 두 번째로 크다. 몸무게는 39.5 kg.
- 가슴크기도 반에서 상당히 큰 수준이다. 오히려 평소에 붕대로 감겨져 있어서 작게 보이는 것.
- 둥글하고 맑은눈의 소유자. 시력은 양쪽 눈 다 2.0이다. 안대를 한 눈은 각막이식 수술을 받아 눈동자의 색이 다르다.
  - 이 부분에서 설정상의 오류가 제기되는데, 실제로 각막수술을 받는다고 눈동자의 색이 달라지거나 하지는 않는다.
- 온 몸에 크고 작은 상처가 많다. 붕대를 감고있다.

## 성격
- 동물을 엄청나게 좋아하는 특히 동물의 꼬리를 잡아 당기는 것을 엄청나게 좋아하는 소녀이다.
- 매우 쿨하고 섹시한 성격이자 공격적이다.
- 말수가 적으며 독설.
- 이토시키 노조무에게 호감을 느끼고 있다.

## 특징
일본 도쿄 코이시카와 구에 소재한 고등학교의 2학년 헤(4)반에 재학 중이다. 출석번호는 22번. 학업쪽은 상당히 뛰어난 편. 매사의 냉소적이고 무덤덤한 태도를 보인다. 어두운 성격이라 가정에 좋지 않은 일이 있을거라 의심받는다. 실제론 아주 평범한 가정.

### 가정
주소는 위에 언급한 코이시카와 구로 되어있다. 어머니와는 이혼하여 아버지와 같이 사는 듯하다. 어머니의 대한 묘사는 적으나,  그 나이에 가끔 같이 목욕을 한다던가, 모두가 잊은 아비루의 생일의 특제 케이크를 몰래 준비하는 등, 아버지랑은 상당히 친한 것 같은 묘사가 이루어지고 있다.

집안에 꼬랑지 컬렉션이 있다.
운동신경이 둔하다는 설정이지만, 후반부로 갈수록 딱히 그렇지만은 않은 것으로 보인다. 사진찍는 것도 좋아하는 것 같다.

## 특기
어렸을 때 자신의 키가 큰 것이 컴플렉스라서 발로 땅을 파서 작아보이게 하는 기묘한 기술을 가지고 있다. 동물에 대한 지식도 가지고 있는 듯하다.

### 붕대
11권 이후로, 붕대를 이용해 무언가를 집어오거나 포박하는 기술이 생겼다. 또한 수박을 붕대로 감아 무기로 사용하기도 한다. 근력도 상당한 듯.

## 그 외
- 고소공포증이 있다.
- 스쿠터 운전을 할 줄 안다. 모델은 하늘색 혼다 죠르노.
- 혀로 콧등을 핥을 수 있다. 본인은 살면서 절대 쓰고 싶지 않은 것 같다.